# Zadrowate
Zadrowate (Phoridae) – rodzina owadów z rzędu muchówek.
Są to małe owady podobne z wyglądu do muszki owocowej,  a odróżnia je posiadanie wyraźnego garba. Można je też rozpoznać po sposobie ucieczki ponieważ częściej ratują się szybkim biegiem niż podrywaniem się do lotu.
Mają ok. 0,5 mm – 6 mm długości, a wybarwione są od koloru  czarnego albo brązowego do żółtawego. 
Występują na całym świecie, ale zdecydowanie najwięcej gatunków żyje w tropikach. Można je spotkać w pobliżu kwiatów i wilgotnej butwiejącej materii organicznej, a także w domu. Kilka gatunków składa jajka w ludzkim ciele i przez to są wykorzystywane w medycynie sądowej. Larwy żyją w rozmaitych środowiskach takich jak łajno, grzyby, zgniła materia organiczna.
Najczęściej żywią się zgniłą materią organiczną i ponieważ przebywają w miejscach niehigienicznych mogą przenosić różne choroby.
Rozwijają się od jajka poprzez stadium larwalne, poczwarka i okaz dorosły. Samica składa do 100 jajek jednocześnie, a w ciągu swojego życia może złożyć do 750. Czas rozwoju od jajka do postaci dorosłej zależy od gatunku, ale przeciętnie wynosi około 25 dni.
Larwy pojawiają się po 24 godzinach i żywią się przez okres między 8 a 16 dni, zanim przepełzną do suchego miejsca aby się przepoczwarczyć. Dorosły cykl życia może trwać tylko 14 dni, ale może też trwać do 37 dni.